# Caracarà negre
El caracarà negre (Daptrius ater) és un ocell rapinyaire de la família dels falcònids (Falconidae), l'únic del gènere Daptrius, si bé en el passat s'incloïa també dins aquest gènere el caracarà gola-roig (Ibycter americanus).
Es troba a l'Amèrica del Sud. El seu estat de conservació es considera de risc mínim.

## Morfologia
- Fa 43 - 48 cm de llargària. Les femelles fan un pes de 350 – 440 g i els mascles, una mica menors, uns 330 g.
- Color general negre amb blanc a la base de la cua.
- Gola nua groga i potes color taronja.

## Hàbitat i distribució
Habita clars al bosc, sabanes, manglars i boscos de ribera, a terres baixes de la conca de l'Amazones, des de Colòmbia oriental, Veneçuela i la Guaiana, cap al sud, fins a l'est de l'Equador i del Perú, nord i est de Bolívia i l'Amazònia del Brasil.

## Alimentació
Bastant omnívor, s'alimenta de carronya, amfibis, rèptils, pollets, petits mamífers, peixos i insectes. També menja fruites d'algunes palmeres.

## Reproducció
Fa el niu en arbres alts, on pon 2 – 3 ous grocs tacats de marró.